# جشنواره بین‌المللی فیلم هوف
جشنواره بین‌المللی فیلم هوف یک جشنواره فیلم آلمانی است که هر ساله در ماه اکتبر در شهر هوف، بایرن برگزار می‌شود. جدا از تولیدات خارجی متعدد، تمرکز اصلی این فستیوال به طور سنتی بر روی فیلم‌های آلمانی است. در طول شش روز جشنواره، حدود ۱۳۰ فیلم (۹۰ فیلم بلند و مستند و ۴۰ فیلم کوتاه) در ۸ سالن نمایش و ۲ مرکز سینمایی به نمایش در می‌آید. تمامی فیلم‌های ارائه شده در این جشنواره باید برای اولین‌بار به نمایش درآیند. سالانه از میان بیش از ۲۵۰۰ فیلم ارسالی، ۹۰ فیلم بلند و ۴۰ فیلم کوتاه برای حضور در این جشنواره انتخاب می‌شوند.این جشنواره از مهم‌ترین رویدادهای فرهنگی کشور آلمان بوده و با هدف شناخت سینماگران جوان و تازه نفس که مدل جدیدی از سینما را ارایه می دهند، از سال ۱۹۶۷ تاکنون برگزار شده است. بسیاری از فیلم‌سازان بزرگ تاریخ سینما نظیر پیتر جکسون، جیم جارموش، ویم وندرس، ورنر هرتزوگ و… اولین فیلم‌های خود را در دوره‌های قبل این جشنواره به نمایش گذاشته‌اند.

## جوایز
- جایزه پیشرفت سینمای جدید آلمان

این جایزه فرصتی برای فیلمسازان جوان است. این جایزه به ارزش ده هزار یورو، با حمایت باواریا فیلم، بایرن‌شر راندفانک (شرکت پخش باواریا) و دی‌زد بانک تامین می‌شود و به بهترین فیلم‌ آلمانی که توسط هیئت انتخاب به عنوان «بهترین فیلم» برگزیده شود تعلق می‌گیرد.
- هوفر گلدپرایز - جایزه طلای هوف

این جایزه توسط بنیاد فردریش باور تامین می‌شود و توسط آکادمی هنرهای زیبای باواریا به یادبود هاینز بادویتز (موسس این جشنواره) اهدا می شود. این جایزه جایگزین جایزه هاینز بادویتز در سال‌های ۲۰۱۶ و ۲۰۱۷ اهدا می‌شد. این جایزه برای بهترین کارگردان فیلم اولی تعلق می‌گیرد. جایزه یک شمش طلای یک کیلوگرمی با ارزش فعلی حدود ۳۵۰۰۰ یورو است. علاوه بر این، برنده جایزه به مدت یک سال از مشاوره هنری بهره می برد. هر کارگردانی که اولین فیلم بلندش در جشنواره نمایش داده می شود، به طور خودکار در مسابقه شرکت می کند.
- جایزه تهیه‌کننده جوان

از سال ۱۹۹۴، جایزه بهترین فیلم یک تهیه کننده جوان به این جشنواره اضافه شد. هیئت داوران، تمام فیلم‌های بلند آلمانی ارسال شده را با توجه به کیفیت کلی و همچنین جذابیت مخاطب ارزیابی می‌کنند و این جایزه 65000 یورویی که بالاترین جایزه است را به یک تهیه‌کننده جوان اهدا می‌کند. تنها هدف این جایزه افزایش توان تهیه‌کنندگان جوان سینماست.
- جایزه هانس فوگت

این جایزه توسط  شهر کوچک رهاو تامین می‌شود و یادبودی است برای هانس فوگت، مخترعی که در این شهر به‌ دنیا آمد و بزرگ شد و اختراعاتش نقش غیرقابل انکاری در سیستم‌های ضبط و پخش سینما داشت. از سال ۲۰۱۳، این جایزه پنج‌هزار یورویی به صدای فیلم ها تعلق می‌گیرد.
- جایزه گرانیت

این جایزه ۷۵۰۰ یورویی به بهترین فیلم مستند تعلق می گیرد
- Bild-Kunst

این جایزه ۲۵۰۰ یورویی به بهترین طراحی صحنه و لباس تعلق دارد.